# Arterite
L'arterite è un'infiammazione delle arterie, legata ad un processo infettivo o autoimmune.

## Tipi di arterite
Sono state descritte varie tipologie di arterite, generalmente legate a specifiche zone corporee o organi:
- Arterite coronarica
- Arterite di Takayasu
- Arterite granulomatosa
- Arterite settica
- Arterite temporale anche detta anche arterite a cellule giganti o arterite di Horton

## Sintomatologia
La sintomatologia è generalmente aspecifica e ricalca quella di qualsiasi stato infiammatorio, con febbre e astenia.
Alcune tipologie di arterite possiedono tuttavia dei sintomi legati alla zona interessata: ad esempio, l'arterite di Horton tende a manifestarsi con forti cefalee.

## Diagnosi
Trattandosi di un'infiammazione è possibile rinvenire le alterazioni laboratoristiche tipiche di questo stato, come:
- aumento dei globuli bianchi
- aumento dei principali markers di flogosi, come la proteina C reattiva
- aumento della VES

La diagnosi specifica della tipologia di arterite richiede l'esecuzione di indagini strumentali.
L'arterite di Takayasu può essere facilmente visualizzata tramite un'angiografia o una TC con mezzo di contrasto, che permettono di identificare agevolmente le manifestazioni granulomatose a livello dei grandi vasi. Stadi precoci della malattia possono essere individuati tramite risonanza magnetica, che presenta una risoluzione migliore rispetto alle altre metodiche.
La diagnosi di arterite di Horton richiede generalmente l'esecuzione di una biopsia a livello dell'arteria temporale.

## Trattamento
Il trattamento di base prevede l'impiego di glucocorticoidi, che tuttavia vanno dosati a seconda della comparsa o meno di effetti collaterali, oltre che ovviamente in base alla risposta alla terapia.
Le arterite di eziologia autoimmune possono giovarsi di varie terapie biologiche, che risultano più gestibili e meno propense a dare effetti avversi.